# Paläoarchaikum
| Äon                              | Ära                          | Periode | ≈ Alter (mya) |
| später                           | später                       | später  | jünger        |
| -------------------------------- | ---------------------------- | ------- | ------------- |
| A r c h a i k u m Dauer: 1500 Ma | Neoarchaikum Dauer: 300 Ma   |         | 2500 ⬍ 2800   |
| A r c h a i k u m Dauer: 1500 Ma | Mesoarchaikum Dauer: 400 Ma  |         | 2800 ⬍ 3200   |
| A r c h a i k u m Dauer: 1500 Ma | Paläoarchaikum Dauer: 400 Ma |         | 3200 ⬍ 3600   |
| A r c h a i k u m Dauer: 1500 Ma | Eoarchaikum Dauer: 400 Ma    |         | 3600 ⬍ 4000   |
| früher: Hadaikum                 |                              |         |               |

Das Paläoarchaikum ist eine geologische Ära. Es stellt innerhalb des erdgeschichtlichen Äons des Archaikums das zweite von vier Zeitaltern dar. Es beginnt vor etwa 3,6 Milliarden (3600 Millionen) Jahren mit dem Ende des Eoarchaikums und endet vor etwa 3,2 Milliarden (3200 Millionen) Jahren mit dem Beginn des Mesoarchaikums.

## Etymologie
Die Wortzusammensetzung Paläoarchaikum ist abgeleitet vom Altgriechischen παλαιός palaiós „alt“ und ἀρχαῖος arkhaîos „beginnend, ursprünglich“. Paläoarchaikum bedeutet somit „altes Ursprüngliches“. Arkhaîos leitet sich von ἀρχή arkhḗ ab – „Anfang, Beginn“.

## Definition und Neudefinition
Im Zuge des Abrückens von rein radiometrisch bestimmten Altersgrenzen, festgelegt durch GSSAs, machten Felix M. Gradstein und Kollegen im Jahr 2012 den Vorschlag, das GSSP-Prinzip so weit wie möglich auch im Präkambrium anzuwenden. Das Paläoarchaikum ist bis jetzt rein chronologisch über die Absolutalter 3600 und 3200 Millionen Jahre definiert. Eine stratigraphisch orientierte Neugliederung war 2012 von Martin Van Kranendonk und Kollegen erarbeitet worden.
Ihnen zufolge erhält das neu vorgeschlagene Paläoarchaikum die zwei Perioden:
- Acastum mit einer Dauer von 4030 bis 3810 Millionen Jahre
- Isuum mit einer Dauer von 3810 bis 3490 Millionen Jahre.

Dieser Vorschlag bedingt jedoch die vollkommene Unterdrückung des vormaligen Eoarchaikums – wobei das Isuum noch 110 Millionen Jahre in das klassische Paläoarchaikum hineinragt. Leider ist das GSSP-Prinzip im Paläoarchaikum nicht mehr anwendbar, da keinerlei stratigraphisch erhaltene Abfolgen vorhanden sind. Der erste GSSP setzt sodann an der Obergrenze des Paläoarchaikums mit dem ersten erkennbaren Beginn des Lebens ein.
Der Beginn des Acastums vor 4030 Millionen Jahren markiert seinerseits das bisher älteste bekannte kontinentale Krustenfragment mit dem Acasta-Gneis und der Beginn des Isuums vor 3810 Millionen Jahren die ältesten suprakrustalen Gesteine mit den ersten erhaltenen Sedimenten, die überdies geochemische Spuren erster Lebensformen in sich tragen. Insofern sind diese beiden Unterteilungen sehr sinnvoll.
Dennoch ist der Vorschlag bis jetzt (Stand 2022) von der ICS noch nicht aufgegriffen bzw. ratifiziert worden.

## Einführung

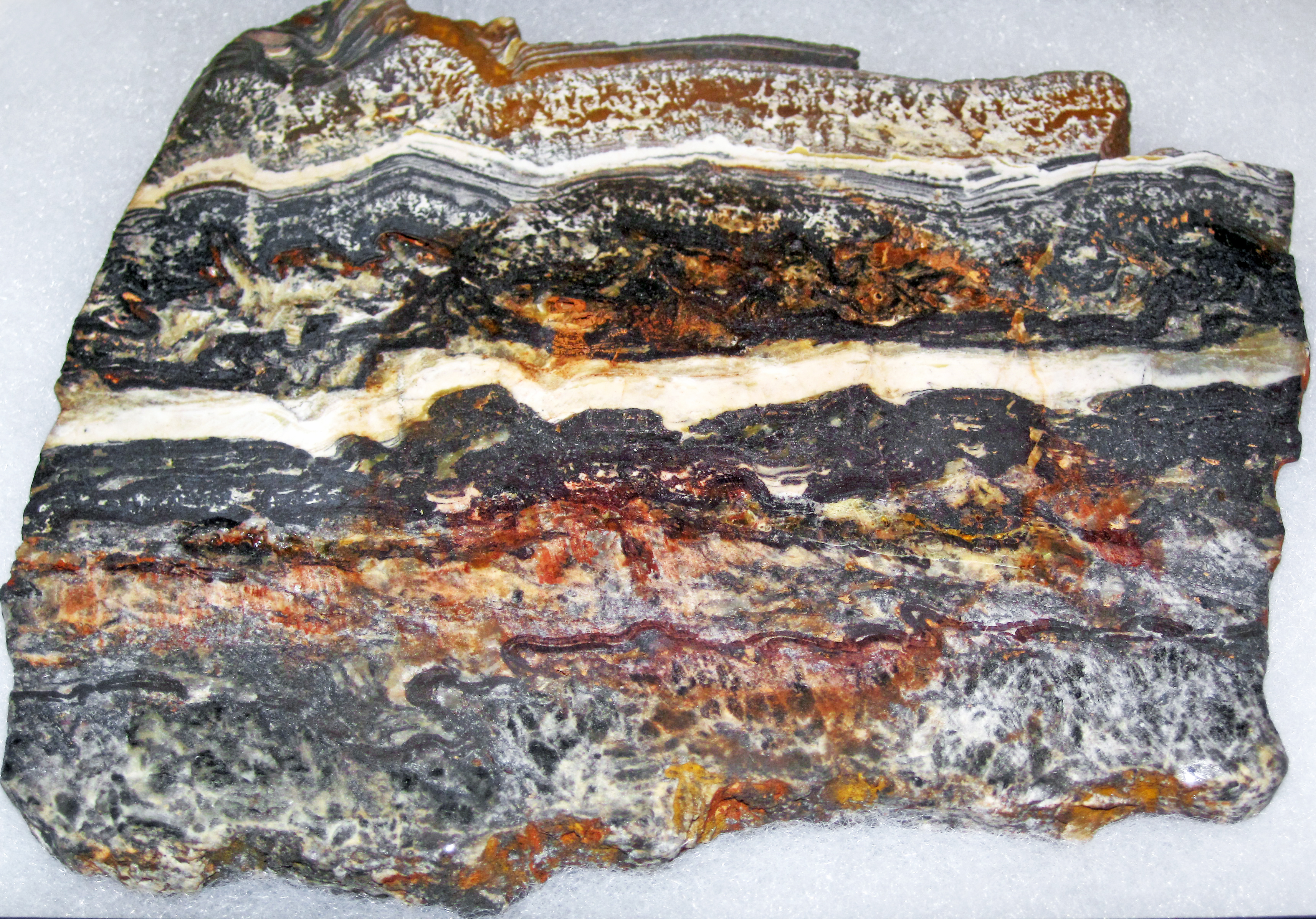
Stromatolith aus der 3480 Millionen Jahre alten Dresser-Formation

Aus dem Paläoarchaikum sind erstmals Krustensegmente (intensiv verformte Gneise) erhalten geblieben.
Nach der Bildung der ersten Erdkruste während der ersten, anfangs chaotischen 500 Millionen Jahre seit Beginn der Erdakkretion, wuchs im Zeitraum 4030 bis 3530 Millionen Jahre eine voluminöse, differenzierte kontinentale Kruste mit felsischer Zusammensetzung heran – anfangs in einer stetig anwachsenden Anzahl von geologischen Terranen. Überreste dieses Zeitraums sind meist sehr eingeschränkt in ihrer Oberflächenausdehnung und bestehen aus hochmetamorphen und stark verformten ehemaligen Magmatiten – insbesondere aus natriumreichen Granitoiden der TTG-Folge.
Ab 3850 Millionen Jahre enthalten einige Terrane auch kleine Fragmente sehr alter suprakrustaler Gesteine – am besten bekannt vom Nordatlantik-Kraton (Grönland etc.) und vom nördlichen Superior-Kraton.
Ab 3810 Millionen Jahre zu Beginn des Isuums lassen sich dann bei den ersten suprakrustalen Gesteinen (Metavulkaniten und Metasedimenten) trotz ihres Verformungsgrades primäre Strukturen noch erkennen. Dies bedeutet somit den Beginn der irdischen Stratigraphie.
Früheste Anzeichen für Plattentektonik finden sich aber erst ab 3500 Millionen Jahre. Das Fehlen von Plattentektonik in der frühen Erde wird von Modellierungen der thermischen Entwicklung des Planeten gestützt – diese kommen zu dem Ergebnis, dass vor 3000 Millionen Jahren keinerlei Subduktion größerer Platten stattgefunden hatte. Dennoch gibt es Anzeichen, dass Plattentektonik eventuell bereits um 3800 Millionen Jahre eingesetzt haben könnte – wenn auch in einem Stil, der sich auf signifikante Weise von dem heutigen Geschehen unterschied.

## Wärmehaushalt und Krustenentwicklung
Anhand von Xenonisotopen lässt sich erkennen, dass in der frühen Erdgeschichte durch Magmatismus erzeugte Wärme wesentlich schneller entwich als auf der jetzigen Erde, auf der Wärmeleitung durch eine Lithosphärenabdeckelung stattfindet. Ferner wurde in den ersten 1000 Millionen Jahren die Erdoberfläche wesentlich rascher, d. h. in einem Zeitraum von 1 bis 10 Millionen Jahre runderneuert. Auch die Isotopenverhältnisse von Neodym, Hafnium und Blei in den ältesten Orthogneisen verweisen auf ein noch sehr geringes Volumen an kontinentaler Kruste. Die Orthogneise stammen hierbei aus einem im Wesentlichen homogenen früharchaischen Erdmantel.
Blei-Blei- und Sm-Nd-Isotopenverhältnisse sowie Spurenelement-Modellierungen legen nahe, dass bereits vor 3800 Millionen Jahre eine basaltische Protokruste zugegen war. Sie war aber aufgrund des Fehlens  einer tragenden und stabilisierenden Lithosphäre wieder in den Mantel einverleibt worden. McCulloch hatte bereits 1993 vorgeschlagen, dass der weniger abgereicherte und volatilreichere Mantel des Archaikums bedeutend weniger viskos war als der des Proterozoikums. Dies konnte experimentell anhand von Olivin nachvollzogen werden. Bei einem Umgebungsdruck (Englisch confining pressure) von 300 Megapascal (oder 0,3 GPa) reduziert sich nämlich die Festigkeitsgrenze (engl. yield strength) von Olivin in der Gegenwart von Wasser um einen Faktor von rund 140. Konsequenterweise sollte somit heiße ozeanische Kruste bei Gasverlust in den oberen Erdmantel rezykliert werden – mit dem Resultat einer hochviskosen, hydrierten Lage des oberen Mantels über einer wesentlich abgereicherten, niedrigviskosen, trockenen Lage des tieferen Mantels darunter. Mit der progressiven Auskühlung des Mantels im Verlauf des Proterozoikums und Phanerozoikums ermöglichten es Subduktionsvorgänge, flüchtigen Gasen noch tiefer in den Mantel vorzudringen. Dies erklärt womöglich – zumindest teilweise – den Übergang bei zirka 2500 Millionen Jahren von untergetauchten zu jetzt herausragenden Kontinenten.
Das thermische Maximum im Wärmehaushalt der Erde war erst gegen 3000 Millionen Jahre erreicht worden. Zuvor war der Wärmeverlust geringer als die Wärmeerzeugung. Dies hatte eine wesentlich raschere Mantelkonvektion zur Folge, sowie eine mächtige, auftreibende, ozeanische Kruste und kleinere Platten. Einstimmigkeit herrscht darüber, dass moderne Subduktion spätestens um 3100 Millionen Jahre – zumindest örtlich begrenzt – eingesetzt hatte.

## Entwicklung des Lebens

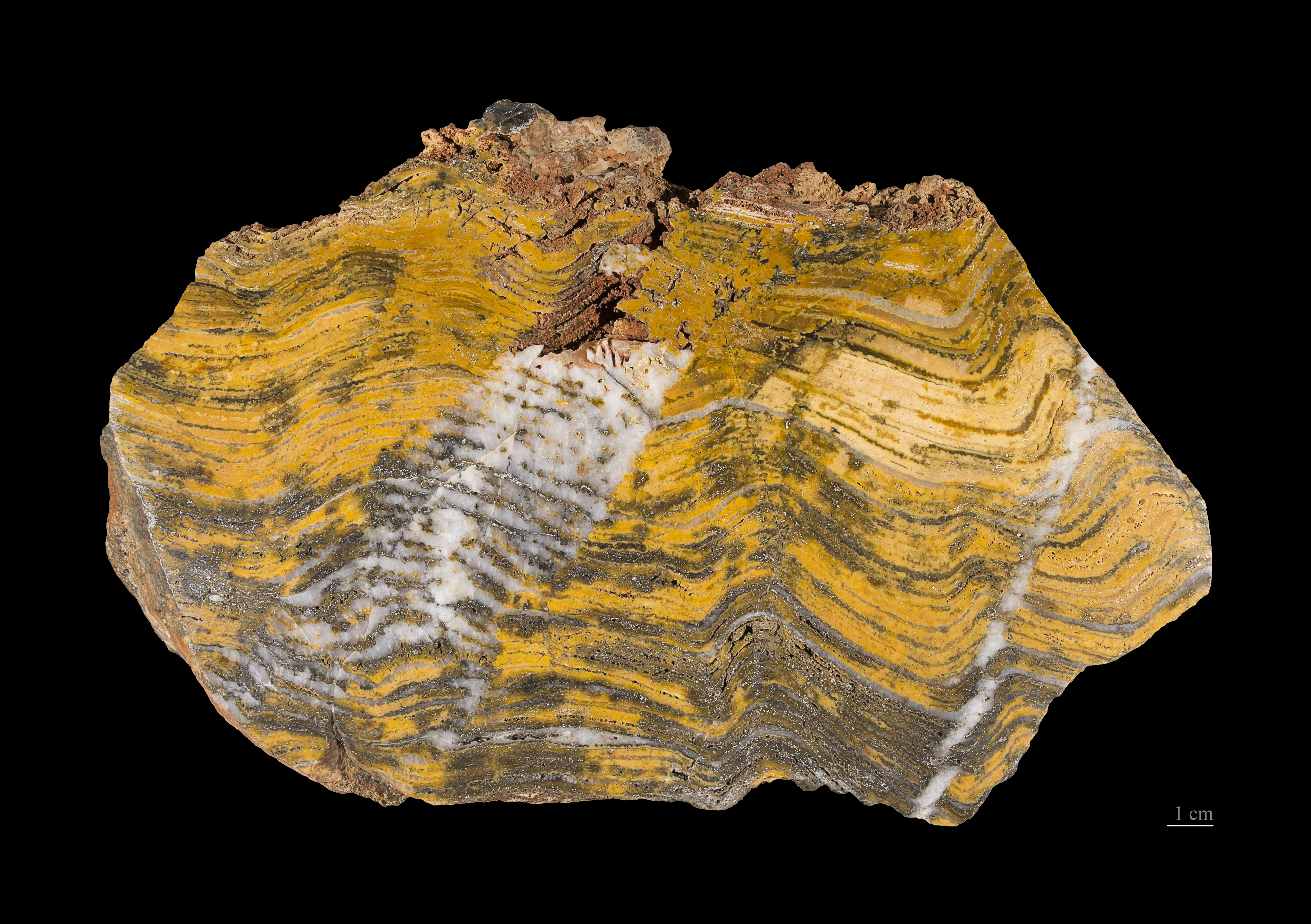
Stromatholiten (Strelley Pool Chert, Pilbara-Kraton – Western Australia) treten im Paläoarchaikum zum ersten Mal auf

In das Paläoarchaikum fallen auch die ersten, wissenschaftlich jedoch noch nicht eindeutig bewiesenen Nachweise von Leben in Form von Bakterien im grönländischen Isua-Gneis. Laut einer Studie lebte das früheste bekannte mikrofossile Leben vor rund 3420 Millionen Jahren in einem hydrothermalen Adersystem unter dem Meeresboden.
Die ersten gesicherten Stromatolithen und eindeutigen Lebensformen waren vor etwa 3,5 Milliarden Jahren entstanden, vor ca. 3,4 Milliarden Jahren traten dann die ersten photosynthesierenden Organismen hinzu.
Nachweis für frühes Leben stammt vom Pilbara-Kraton in Westaustralien und vom Kaapvaal-Kraton in Südafrika. Die rund 3480 Millionen Jahre alte, sedimentäre Dresser-Formation des Pilbara-Kratons enthält eine Varietät von Sedimentstrukturen, die von Stromatolithen und von Mikrobenmatten (MISS) verursacht worden waren. Insbesondere die Mikrobenmatten zählen zu den ältesten gesicherten Lebensformen und enthalten womöglich fossilisierte Bakterien. Auch der 3400 Millionen Jahre alte Strelley Pool Chert, der wie die Dresser-Formation der Warrawoona Group angehört, enthält Stromatolithen, eventuell bakteriellen Ursprungs. Es könnte sich hier aber durchaus auch um nicht biogene Stromatholithen handeln, welche durch rein evaporitische Ausfällung am Meeresboden entstanden waren.
Die Kromberg-Formation aus dem Hangenden der Onverwacht-Gruppe ist auf 3416 bis 3334 Millionen Jahre datiert. Auch in ihr finden sich Spuren mikrobiellen Lebens, das sich durch einfache und multiple Zellteilung fortpflanzte.
Der auf dem Kaapvaal-Kraton beheimatete Barberton Greenstone Belt enthält ebenfalls Spuren ersten Lebens. Laut einer Hypothese entstand der Gürtel gegen 3260 Millionen Jahren, als ein riesiger Asteroid (mit Durchmesser zwischen 37 und 58 Kilometer) die Erde impaktierte. Zwei Formationen innerhalb des Gürtels sind der Buck Reef Chert und der Josefsdal Chert. Beide enthalten Mikrobenmatten mit fossilisierten Bakterien des Paläoarchaikums.

## Geodynamik

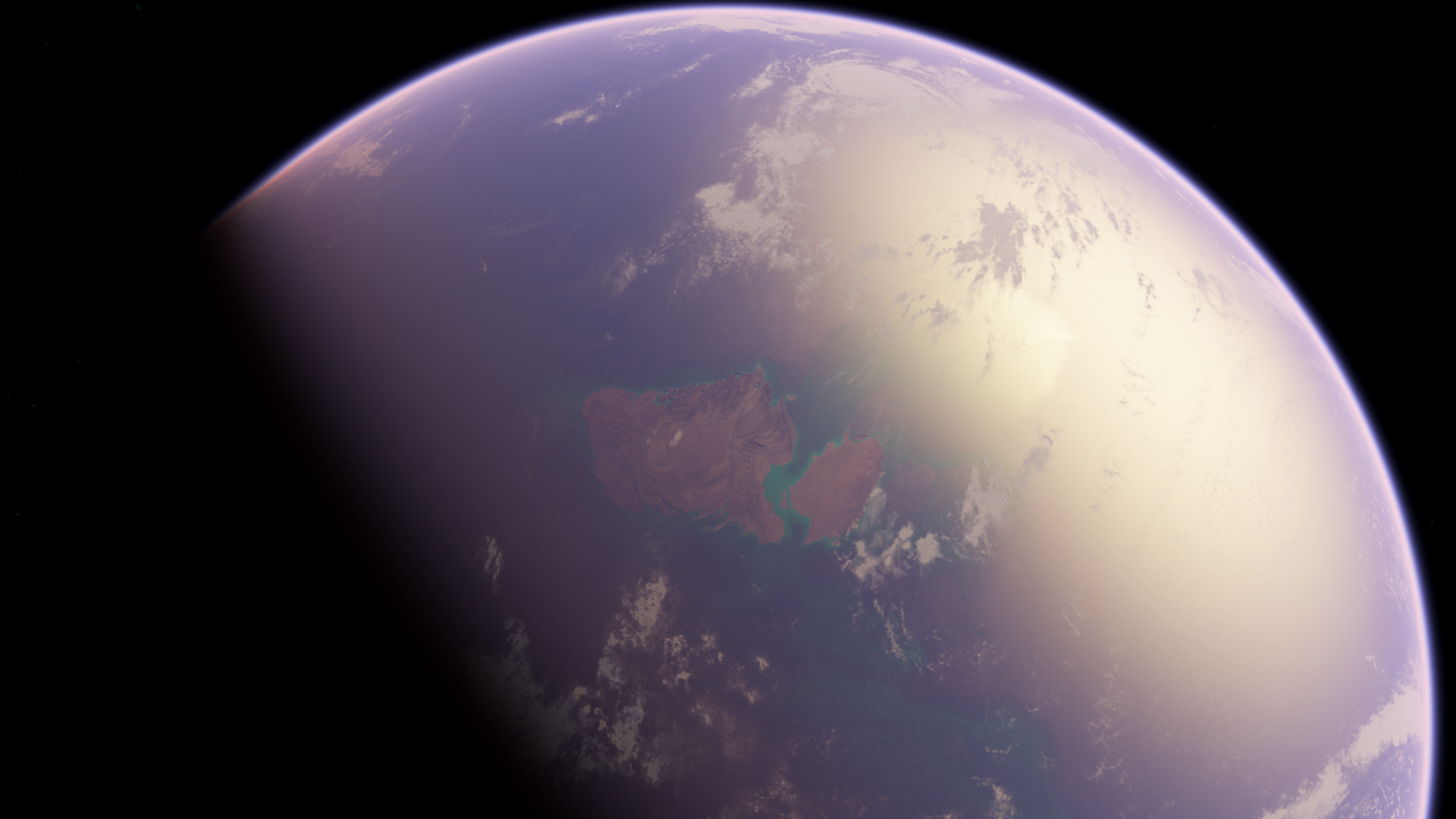
Rekonstruktion des Superkontinents Vaalbara

Zu Beginn des Paläoarchaikums um 3600 Millionen Jahre bildete sich der Superkontinent Vaalbara, der bis 2700 Millionen Jahre (Neoarchaikum) Bestand haben sollte.
Diese Annahme wird durch Ähnlichkeiten zwischen dem Barberton Greenstone Belt und dem Ostteil des Pilbara-Kratons gestützt, welche vermuten lassen, dass beide Krustenteile einem einzigen Superkontinent angehörten – Vaalbara, einem der frühesten Superkontinente der Erde. Sowohl der Kaapvaal-Kraton als auch der Pilbara-Kraton waren bereits ganz am Anfang des Paläoarchaikums entstanden. Paläomagnetische Daten scheinen ein Zusammenhängen der beiden Kontinente während des Paläoarchaikums zu befürworten, vielleicht kam es zu einer Verschmelzung aber auch erst im Mesoarchaikum.
Ungeklärt bleibt auch, ob es im Paläoarchaikum überhaupt aus dem Wasser frei aufragende Landoberflächen gab. Einige Formationen wie beispielsweise die Dresser-Formation, der Josefsdal Chert und die Mendon-Formation liefern Hinweise, dass sie in Oberflächennähe oder darüber abgesetzt worden waren. Eine endgültige Aussage muss aber notgedrungen spekulativ bleiben, da über 90 % der archaischen Kontinentalkruste zerstört worden ist. Sehr wahrscheinlich gab es während des Paläoarchaikums große Anteile kontinentalen Krustenmaterials, die aber unter Meeresniveau verblieben und erst später im Meso- und Neoarchaikum auftauchten. Hotspotinseln dürften die einzigen aus dem Meer aufragenden Landflächen gewesen sein.
Während des Paläozoikums gab es noch keine Plattentektonik im heutigen Sinne, da der Erdmantel damals noch wesentlich wärmer war und auch die geothermische Tiefenstufe im ozeanischen Bereich noch wesentlich steiler verlief. Für das Paläoarchaikum wurde daher eine Art flake tectonics („Schuppentektonik“) vorgeschlagen. Gemäß dieser Modellvorstellung hatte sich anstelle der jetzigen Subduktion eine durchgehend verkieselte ozeanische Oberkruste von ihrer Unterkruste abgelöst und wurde sodann Ophiolithen des späteren Proterozoikums und Phanerozoikums vergleichbar schuppenartig an Kontinentalrändern zusammengeschoben.

## Meteoriteneinschlag
Laut Forschern von Harvard, Stanford University und der ETH Zürich soll vor rund 3260 Millionen Jahren BP ein gigantischer Meteoriteneinschlag die Erde getroffen haben (siehe oben). Dieser S 2-Einschlag war 50 bis 200 mal so groß wie der für das Massensterben an der Kreide-Paläogen-Grenze verantwortliche Chicxulub-Meteorit. Der Einschlag löste sofort riesige, mehrere Tage dauernde Tsunamis aus. Hierdurch wurde unterhalb der Chemokline befindliches Eisen (II) (Fe2+) umgewälzt. In den darauffolgenden Jahren (eventuell auch Dekaden) kam es zu folgenden Ereignissen: vom Boliden abgelöster, Eisen und Phosphor enthaltender Staub regnete auf Land und Meere ab. Durch Verwitterung und Erosion wurde ferner Rückfallmaterial ins Meer eingetragen, darunter kornartige Kristallitpseudomorphosen. Die durch den Impakt erzeugte Wärme kochte die obere Meereschicht auf, wodurch Fe2+, organischer Kohlenstoff und verschiedene Nahrstoffe konzentriert wurden. In einem Prozess von tausenden von Jahren entstand Eisen (III)-Hydroxid (Fe(OH)3) im Meerwasser als auch im Sediment – wovon siderophile Bakterien und Archaea profitierten. Die Lebensformen des Paläoarchaikums erholten sich somit recht rasch von der Katastrophe.

## Vorkommen
- Australien:

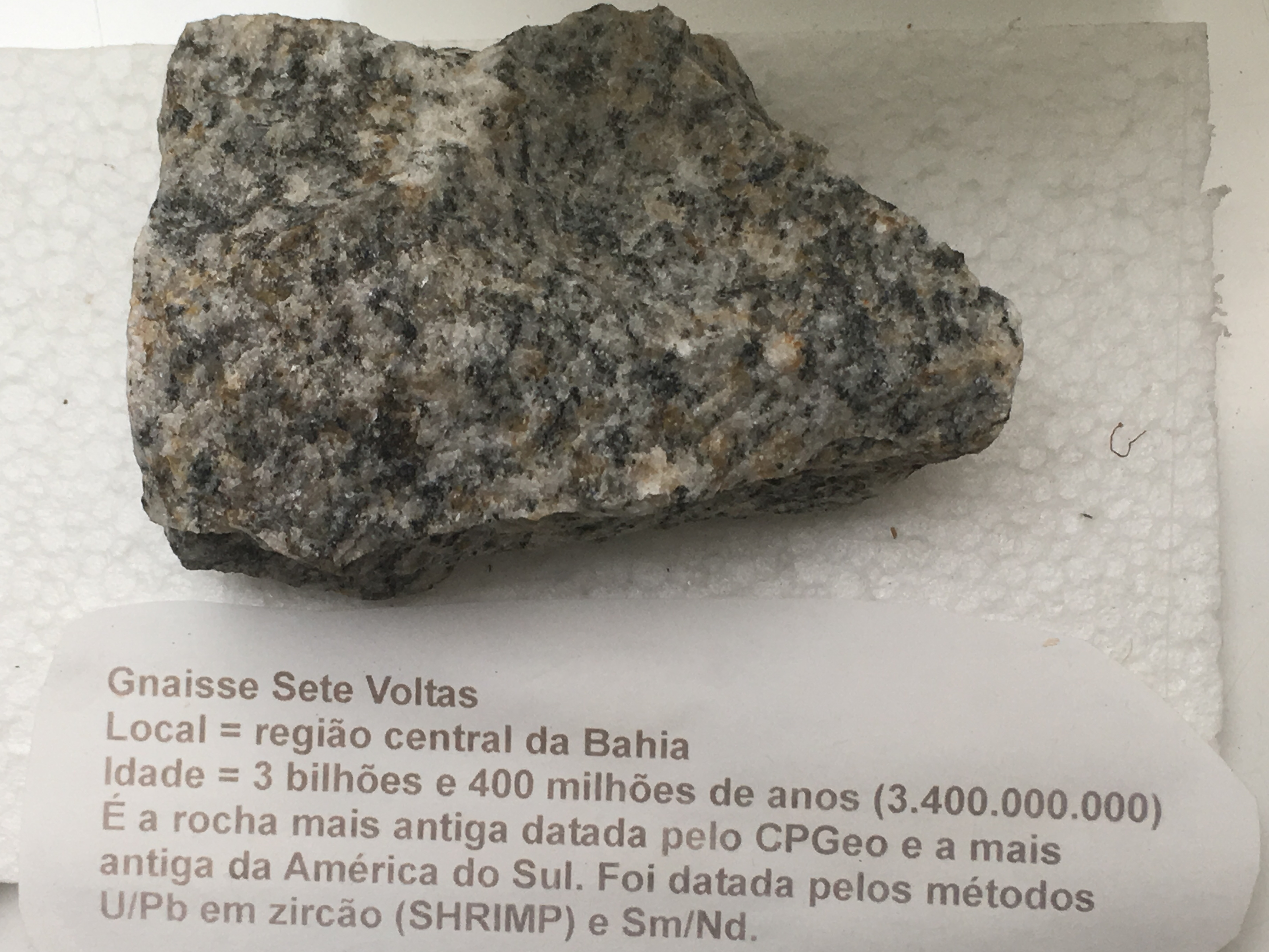
Der 3400 Millionen Jahre alte TTG-Gneis aus dem Sete-Voltas-Massiv in Brasilien, bisher ältestes Gestein Südamerikas

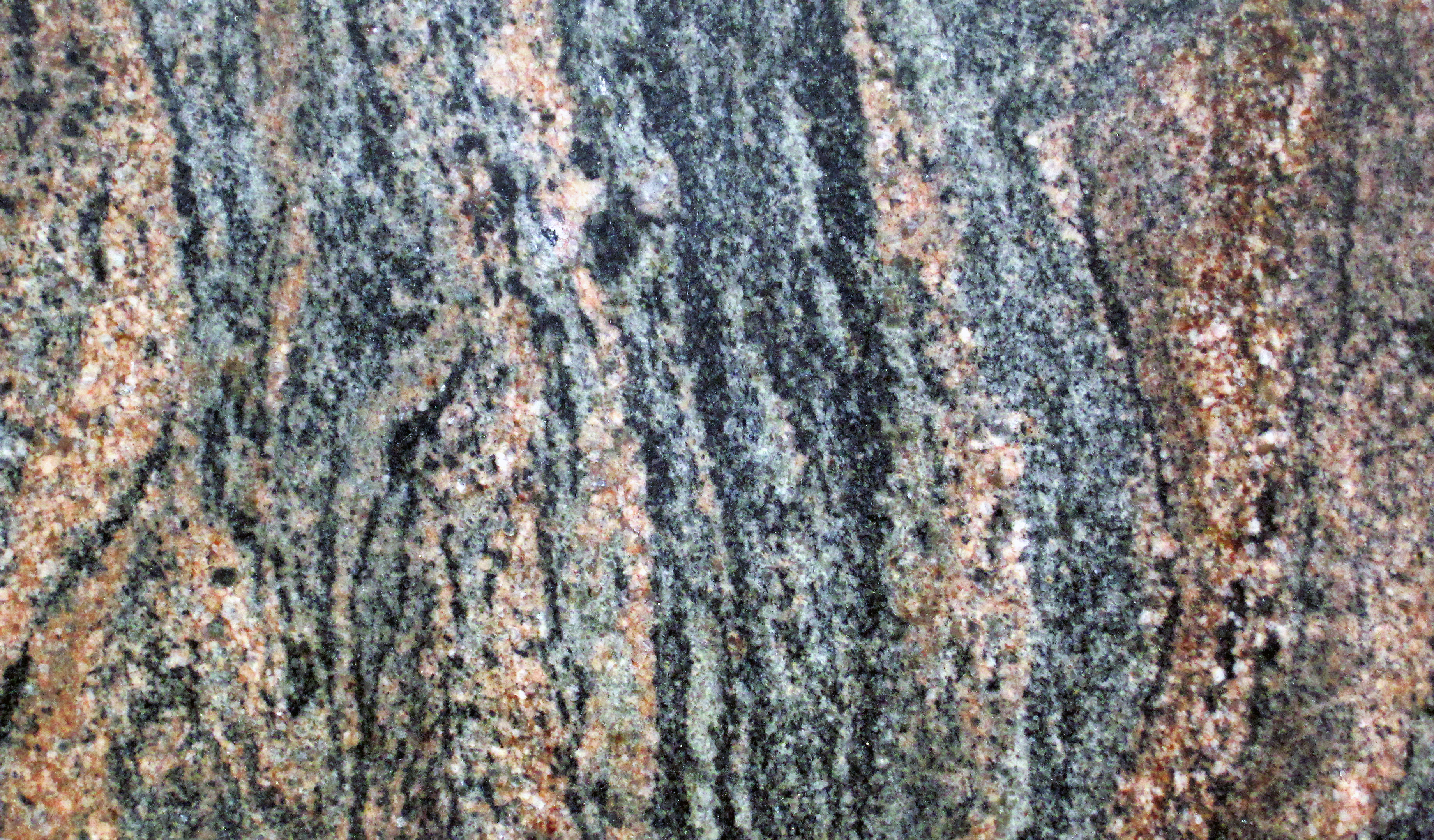
Der paläoarchaische, 3524 Millionen Jahre alte Morton-Gneis ist ein Migmatit

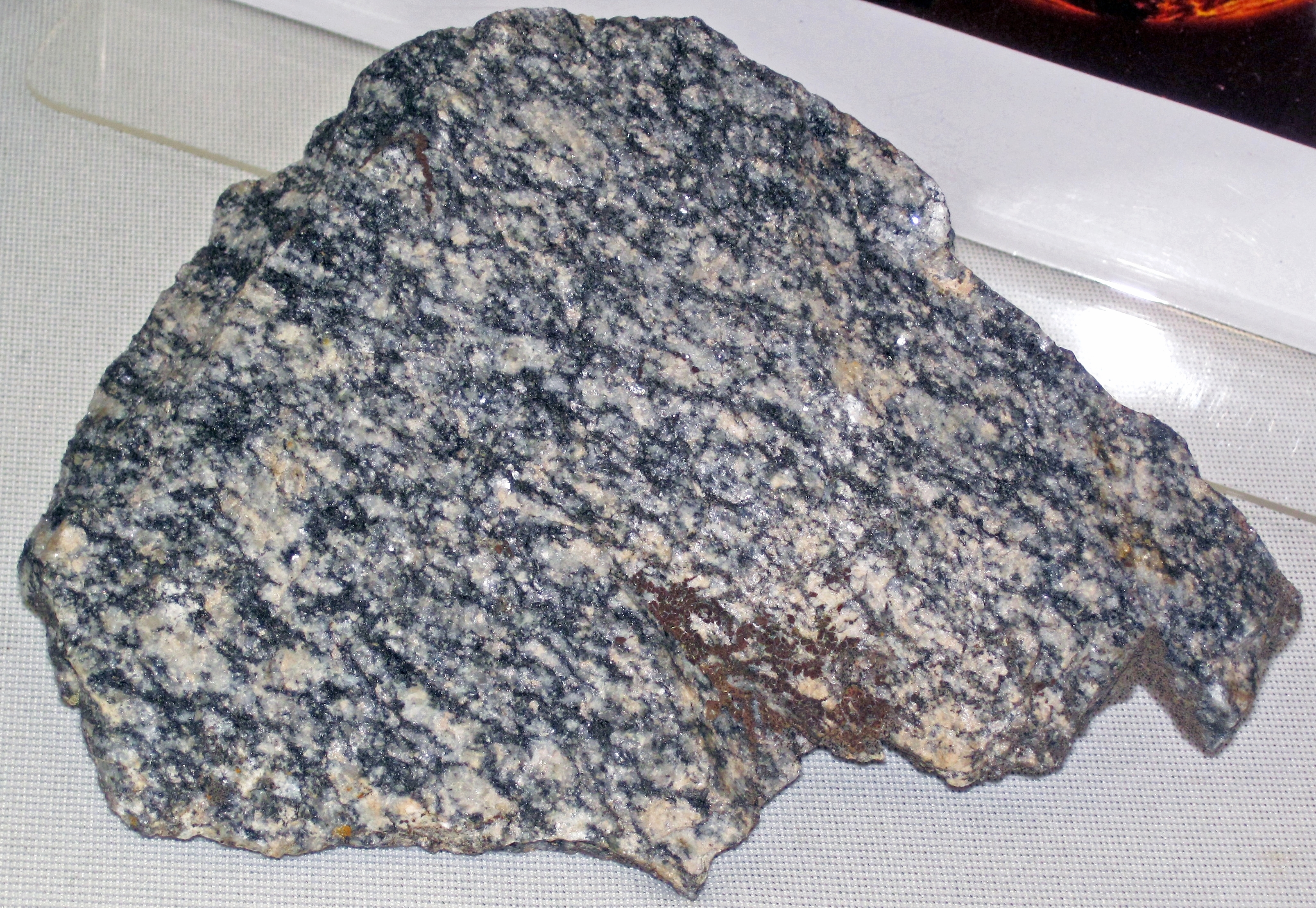
Der 3560 Millionen Jahre alte Watersmeet Gneiss aus Nordmichigan

  - East Pilbara Terrane im Pilbara-Kraton
    - Pilbara Supergroup – 3525 bis 3230 Millionen Jahre
    - Warrawoona Group – 3525 bis 3426 Millionen Jahre
      - Dresser-Formation – 3483 bis 3479 Millionen Jahre
      - Strelley Pool Chert – rund 3400 Millionen Jahre

    - Kelly Group – 3350 bis 3315 Millionen Jahre
    - Sulphur Springs Group – 3255 bis 3230 Millionen Jahre

  - West Pilbara Terrane
    - Roeburne Group – 3270 bis 3250 Millionen Jahre

  - Narryer-Gneis-Terran im Yilgarn-Kraton – 3730 bis 3450 Millionen Jahre
- Brasilien:
  - São-Francisco-Kraton:
    - Sete-Voltas-Massiv in Bahia – 3400 Millionen Jahre (bisher ältestes Gestein Südamerikas)
- Südafrika und Eswatini:
  - Swaziland Supergroup aus dem Barberton Greenstone Belt im Kaapvaal-Kraton – 3550 bis 3220 Millionen Jahre
    - Onverwacht-Gruppe – 3420 bis 3260 Millionen Jahre
      - Kromberg-Formation – 3416 bis 3334 Millionen Jahre
        - Buckreef Chert – zirka 3420 Millionen Jahre
        - Josefsdal Chert – zirka 3330 Millionen Jahre

      - Mendon-Formation – 3300 bis 3260 Millionen Jahre

    - Fig Tree-Gruppe – 3260 bis 3226 Millionen Jahre
    - Moodies-Gruppe – 3220 bis 3100 Millionen Jahre
- Vereinigte Staaten von Amerika:
  - Superior-Kraton
    - Watersmeet Gneiss Dome im Norden Michigans – 3560 Millionen Jahre
    - Morton-Gneis im Südwesten Minnesotas – 3524 ± 9 Millionen Jahre
    - Montevideo-Gneis im Südwesten Minnesotas – 3485 ± 10 Millionen Jahre

## Orogene Vorgänge
- Nordatlantik-Kraton:
  - Terranakkretion an einem konvergenten Kontinentalrand von zwei suprakrustalen Spänen des Isua-Gürtels – 3650 bis 3550 Millionen Jahre